# Rube Bloom
Reuben „Rube“ Bloom (* 24. April 1902 in New York City; † 30. März 1976 ebenda) war ein US-amerikanischer Songwriter, Komponist, Arrangeur, Sänger, Jazzpianist und Autor. Zu seinen bekanntesten Songs zählen Give Me the Simple Life, Fools Rush In und Who’s Sorry Now?

## Leben und Wirken
Bloom arbeitete ab 1919 zunächst als Begleitmusiker im Vaudeville und in den 1920er-Jahren in den Jazzbands von Sam Lanin (mit dem 1924 erste Aufnahmen für Okeh Records entstanden), Bix Beiderbecke, Frank Trumbauer und Miff Mole (Sioux City Six 1924 bzw. als The Cotton Pickers), Ray Miller Orchestra (das Blooms Flock O’Blues aufnahm), Red Nichols (Aufnahmen als The Tennessee Tooters für Vocalion) und Irving Kaufman.
Während der 1920er-Jahre schrieb Bloom eine Reihe von Novelty-Piano-Solos und -Songs; 1923 entstand eine seiner bekanntesten Kompositionen, Who’s Sorry Now?, die er mit Bert Kalmar und Ted Snyder geschrieben hatte und in zahlreichen Coverversionen aufgenommen wurde, bereits 1923 von Ben Bernie, California Ramblers, Isham Jones, später von Red Nichols, Billy Banks, Frankie Newton und dem Casa Loma Orchestra. Die Version der Original Memphis Five kam im Juli 1923 auf #8 der US-Hitparaden; 1940 war Harry James mit dem Titel erneut in den Charts vertreten (#18).
1926 nahm er für Harmony (Har 164-H) die Solo-Titel Soliloquy und Spring Fever auf; ab 1925 arbeitete er mit dem Musikverleger Joe Davis zusammen. In der zweiten Hälfte der 1920er-Jahre war er Begleitmusiker von Vokalisten wie Noble Sissle, Alma Henderson, Esther Walker, Jay C. Flippen, Peggy English, Evelyn Preer, Seger Ellis, Ruth Etting, Sammy Fain und Art Gillham. 1926 nahm er unter eigenem Namen für Brunswick Records auf (Stampede/Back Beats), 1927 für Cameo, Columbia und Okeh (I Can’t Give You Anything but Love). 1927 arbeitete er als Arrangeur bei Duke Ellington, als dieser seine Komposition Soliloquy einspielte (Brunswick 3526); 1929 schrieb er Musik für das Filmmusical The Show of Shows. In dieser Zeit arbeitete er ferner mit Joe Venutis Blue Four, Eddie Lang (Mine, All Mine, 1927), Ben Selvin, Annette Hanshaw, Jack Purvis und Arthur Schutt. 1930 nahm er mit unter der Bezeichnung Rube Bloom and His Bayou Boys für Columbia Records auf; mitwirkende Musiker dieser All-Stars-Band waren Manny Klein (tp), Tommy Dorsey (tb), Benny Goodman (cl), Adrian Rollini (bassax), Stan King (dr) und der Sänger Roy Evans. 1931 begleitete er Lee Morse und Ethel Waters. Im Dezember 1934 entstanden Blooms letzte Plattenaufnahmen für Victor (Penthouse Romance). Im Bereich des Jazz war er zwischen 1924 und 1934 an 212 Aufnahmesessions beteiligt.
In seinen späteren Jahren arbeitete Bloom vorrangig als Songwriter und Komponist; 1939 schrieb er mit Johnny Mercer den Song Day In, Day Out, der u. a. von Bob Crosby, Billie Holiday, Benny Goodman, Jan Savitt und Art Tatum aufgenommen wurde. Mercer verarbeitete Blooms Instrumentalnummer Shangri-La 1940 zu dem Lied Fools Rush In (Where Angels Fear to Tread),  das 1940 eine der populärsten Balladen war, in den Versionen von Tony Martin, Glenn Miller (Bluebird, #1) und Tommy Dorsey/Frank Sinatra (Victor; #12) in die US-Charts kam und auch von Mildred Bailey, Brook Benton und  Etta James aufgenommen wurde.
Ferner arbeitete Bloom als Liedkomponist mit Mitchell Parish, Harry MacGregor Woods und mit Ted Koehler, mit dem er die Songs Out in the Cold Again (1934), Don’t Worry ’Bout Me (1939), Stay On the Right Side Sister (gesungen von Doris Day) und Truckin’ schrieb, letzterer 1935 ein Nummer-eins-Hit von Fats Waller. Mit Harry Ruby schrieb er Give Me the Simple Life (1945) für den Film Wake Up and Dream, mit dem Benny Goodman in die US-Charts kam und der vor allem durch Frank Sinatra bekannt wurde.  Sein Song I Can’t Face the Music wurde 1962 von Ella Fitzgerald auf ihrem Verve-Album Rhythm is My Business (mit Bill Doggett) aufgenommen. Sein letzter Song war Here’s to My Lady (1952), den er mit Johnny Mercer geschrieben hatte. Bloom veröffentlichte außerdem ab den 1930er-Jahren mehrere Piano-Lehrbücher wie Magichord: Modern Piano Method oder Modern Jazz Piano Course.
Bloom liegt auf dem Beth David Cemetery in Elmont (New York) begraben. 1982 wurde er in die Songwriters Hall of Fame aufgenommen.

## Songs (Auswahl)
| - Day In, Day Out (Johnny Mercer) - Don’t Worry ’Bout Me (Ted Koehler) - Fools Rush In (Where Angels Fear to Tread) (Johnny Mercer) - Give Me the Simple Life (Harry Ruby) - Good-for-Nothin’ Joe (Ted Koehler) - I Can’t Face the Music (Ted Koehler) - Maybe You’ll Be There (Sammy Gallop) - Out in the Cold Again - If I Were Sure of You | - Spring Fever - Truckin’ - What Goes Up Must Come Down - Lonely Mannequin (1936, mit Sammy Lerner) - Mysterious Mose - One Finger Joe - The Man from the South - That Futuristic Rag - Song of the Bayou (1929) |

## Diskographische Hinweise
- Rube Bloom, The Mississippi Maulers, The Seven Hot Air Men: New York Jazz  1927-30. (VJM Records)